# Černá magie

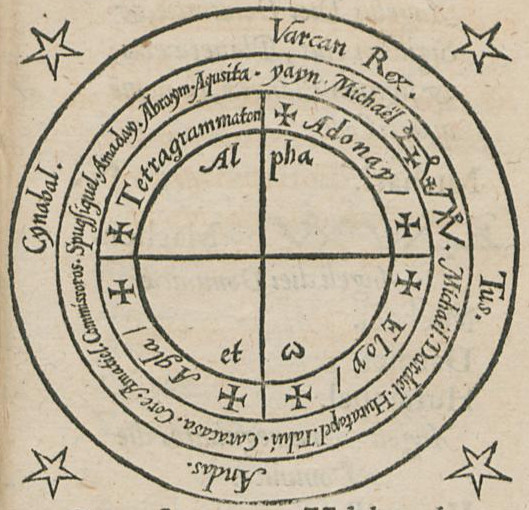
Magický kruh, častá rekvizita černé magie, z Pseudo-Abanova grimoáru Heptameron, 1565

Černá magie je taková magie, jejíž metody a cíle jsou nízké, nebezpečné nebo morálně odsouzeníhodné, zneužitá ke konání zla, zaměřená na ublížení a smrt druhých či manipulaci s nimi. Typickým projevem černé magie mají být kletby, magické útoky a kouzla lásky, často za použití voltu, a má být prováděna skrze styk s ďábly. Jejím opakem je magie bílá, směřující ke konání dobra, ale hranice mezi těmito dvěma druhy magie mohou být chápány jako neostré.
Jako synonymní s pojmem černá magie mohou být chápány následující výrazy:
- magia nigra, latinsky „černá magie“
- goetie, ze starořeckého γοητεία goétia „magie, kouzelnictví, čarodějnictví“, od 10. století chápaný především jako nekromantie
- nekromantie, ze starořeckého νεκρομαντεία nekromanteía „věštění pomocí zemřelých, vyvolávání zemřelých“
- nigroromantie, negromantie, zkomolenina předchozí výrazu s ohledem na latinské niger „černý“[1]
- maleficum, především v souvislosti s čarodějnictvím
- černokněžnictví, od „černých knih“,[2] tedy grimoárů.[1]
- čarodějnictví

## Historie

### Antické kořeny a středověká démonická magie
Magie černá neboli ďábelská, vyučovaná ďáblem a praktikovaná pod jeho vlivem, je umění obcovat s démony s důsledkem učinit s nimi pakt a nechat si sloužit od nich tak, aby činili nadpřirozené věci.
Francouzský okultista Jacques Collin de Plancy ve svém Pekelném slovníku z roku 1845
Starověcí Řekové a Římané přistupovali k magii s nedůvěrou a některé její formy jako maleficum, tedy zlovolná kouzla ubližující oběti, byly postihovány zákonem. Důvodem negativního postoje byl především soukromý charakter těchto praktik, stojící k opozici k veřejně provozovanému kultu, spojení se šarlatánstvím a různými podvody, protispolečenské cíle a propojení s barbarskými náboženstvími. V tomto duchu byli i křesťané obviňováni z praktikování podezřelé či záškodné magie, zatímco oni chápali naopak následovníky tradičních náboženství jako čaroděje.
Křesťané se navíc zaměřili na původ magických sil a nalezli ho v pohanských bozích, které ztotožnili s démony. Magie tak byla identifikována s pohanstvím jako celkem a postavena do přímé opozice k „jedinému pravému náboženství“, tedy křesťanství. Pojem byl křesťanskými autory jako byl Tatianus ve 2. století nebo Klement Alexandrijský z téže doby chápán velmi široce: démonického původu byla i moc rostlin, kamenů a amuletů a jen díky ďáblům bylo možné věštění, jehož mnohé formy byly integrální součástí předkřesťanských náboženství. Tento obraz bylo upevněn dílem Augustina Aurelia na přelomu 4. a 5. století, který označil celé římské náboženství za založené na nekromantii a dalších magických praktikách. Kromě pohanství byla magie spojována i s kacířstvím, prototypem heretického kouzelníka se stal především Šimon Mág. Obecně však stejně jako v antice byla magie postihována především s ohledem na její zlovolné cíle – zranění, smrt, manipulaci a podobně. Oficiální postihy za její provozování se objevují v mnoha dobových pramenech, například ve španělské Elviře se roku 306 synod usnesl, že tomu kdo skrze očarování (maleficum) zabije člověka, nemůže být uděleno poslední pomazání, protože dotyčný se musel dopustit idolatrie. Roku 357 Constantius II., druhý křesťanský císař, vyhlásil trest setnutí hlavy za jakoukoliv formu magie či věštění a totéž bylo opakováno v zákonících dalších císařů. Také „přirozené“ travičství bylo z hlediska zákona často chápáno jako kouzelnictví či čarodějnictví. 
Nejtypičtější podobu černé magie však představovala „nekromantie“, která nebyla chápána jako vyvolávání zemřelých, ale jako vyvolávání démonů, kteří na sebe berou podobu zemřelých. Díky jejich pomoci pak měli mágové moci ubližovat ostatním či s nimi manipulovat, utvářet iluze a věštit. Tato nekromancie byla zvláštní syntézou křesťanského exorcismu, a dalších křesťanských kultovních praktik, a astrální magie, v Evropě zpopularizované arabským spisem Picatrix. Byla spojena především s „církevním podsvětím“, duchovními kteří díky svému vzdělání a svěcení měli mít předpoklady k jejímu úspěšnému praktikování. Dominikánský inkvizitor Mikuláš Eymericus ve 14. století popsal jak nekromanti křtí obrazy, vykuřují hlavy zemřelých, zaříkávají démony, pálí těla zvířat a konají další činnosti, často v určité parodii křesťanského kultu. Doloženo je také užívání kouzelných kruhů a obětí. Zároveň ale nekromantické knihy po svých čtenářích požadují striktní dodržování církevních pravidel jako jsou zpovědi a posty a démoni jsou v nich zaklínáni Bohem, Kristem, anděly a podobně.

### Přírozená magie a čarodějnické procesy

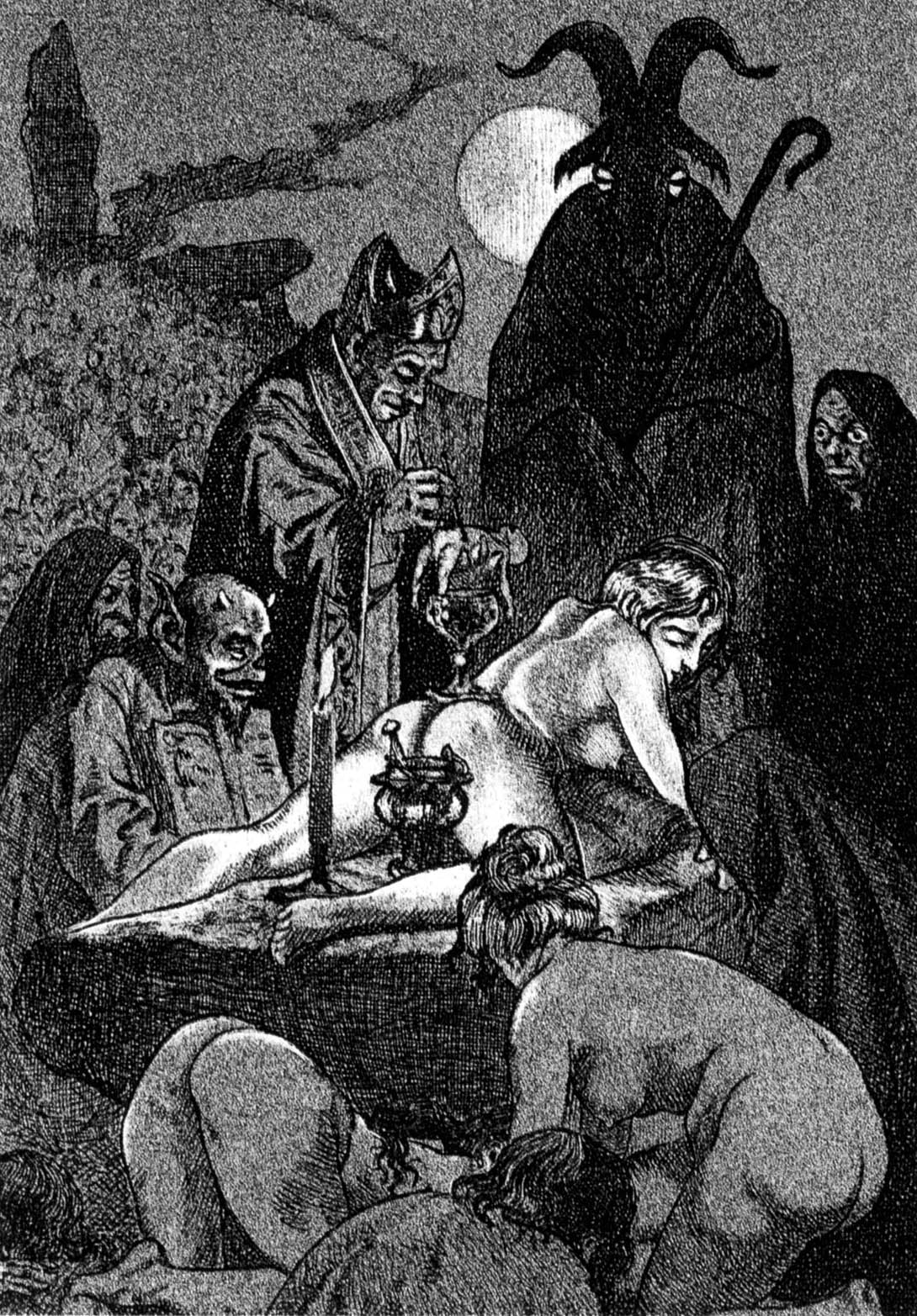
Čarodějnice a Ďábel na ilustraci Martina van Maële k Micheletově knize Čarodějnice, 1911

Ve 13. století se počal více šířit názor, že kromě zavrženíhodné démonické magie existuje také taková magie, jejíž účinnost spočívá ve znalosti okultních, tedy skrytých sil, v přírodě. O té psali vlivní teologové jako Vilém z Auvergne nebo Albert Veliký, ačkoliv uznávali, že hranice mezi oběma druhy magie může být nejasná. Jiní autoři, jako Tomáš Akvinský operovali s pojmem virtutes occultae, „ukrytých sil“, ale pojem magie používal po vzoru Augustina pouze pro démonické záležitosti. Roger Bacon zase užíval pojmu magie především pro různé klamy a podvody. Další učenci pak pokládali veškerou magii, stejně jako většina starších teologů, za démonickou. Dalšího rozvoje se ale koncept přirozené magie dočkal mezi renesančními mágy, kteří jej užívali jako obhajobu před případným obviněním ze styku s démony. Například Agrippa von Nettesheim označuje ceremoniální magii, spočívající ve styku s duchovními bytostmi, za bezbožnou urážku Boha, zatímco magii naturalis za nejvyšší formu přírodní filosofie.
Z praktikování černé magie, potažmo styku s démony, bylo během ve středověku obviněno mnoho jednotlivců i celých skupin. Příkladem může být francká královna Fredegunda (6. století), templáři (proces v letech 1307 až 1314), francouzský maršál Gilles de Rais († 1440) nebo vzdoropapež Benedikt XIII. († 1423). Obecně však množství procesů s údajnými čaroději a nekromanty vzrůstalo až na konci středověku, ve 14. a především v 15. století v souvislosti s nastupující vírou v čarodějnické satanistické spiknutí. Namísto obvinění jednotlivce ze zakázaných praktik směřujících k nemorálním cílům se rozšířila obvinění z účasti na široké konspiraci usilující o zničení křesťanstva. Tento vývoj vrcholil s vydáním Kladiva na čarodějnice v roce 1486.
Rozšířil se také, především ve Francii, obraz parodie křesťanské mše – černé mše, z jejíhož provozování byla obviňována například travička Catherine Monvoisin společně s knězem Étiennem Guibourgem a madame de Montespan, milenkou Ludvíka XIV.

### Pozdější vývoj
V 17. století počali hony na čarodějnice ustupovat, téměř pak vymizely s osvícenstvím, a obecně také mizela víra v magii, především mezi vzdělanými vrstvami. Obvinění z černé magie se však stále objevují, především mezi vyznavači esoterismu. Historik magie Richard Cavendish chápe černou magii jako důsledek touhy po moci a jako titánský pokus o povýšení sebe sama na úroveň Boha. Takový egoteismus odpovídá koncepci „stezky levé ruky“, tedy přístupem k esoterismu zdůrazňujícím subjektivitu, individualismus a antinomismus.